# Cabo de Gata
Il Cabo de Gata è un promontorio situato a sud della penisola iberica, di fronte al Mar Mediterraneo, in pieno Deserto di Tabernas e all'interno del parco naturale Cabo de Gata-Nijar in provincia di Almería.
Nei pressi di questo promontorio, vennero girate alcune scene del film Il buono, il brutto, il cattivo, principalmente quelle inerenti agli interni del monastero e la camminata del protagonista nel deserto.